# Everton (Bedfordshire)
Everton è un villaggio e parrocchia civile dell'Inghilterra, appartenente alla contea del Bedfordshire.

## Geografia
Everton si trova a 3 km a nord est di Sandy, 26 km ad ovest di Cambridge e 70 km a nord dal centro di Londra